# Anrainerstaat
Anrainerstaaten (auch Anliegerstaaten) sind alle an ein geographisches Objekt (Land, Gewässer, Gebirge, anderer Staat) angrenzende Staaten; zum Beispiel ist Deutschland im Norden ein Anrainerstaat der Nordsee und Ostsee sowie im Süden der Alpen.
Bildet ein Gewässer, wie ein Fluss oder Meer, die Grenze bzw. fließt ein Fluss durch mehrere Staaten, so bezeichnet man die Staaten als Anrainerstaaten des Gewässers. Zum Beispiel ist u. a. Frankreich ein Anrainerstaat des Mittelmeers und des Rheins; Deutschland, Österreich und die Schweiz sind Anrainerstaaten des Bodensees.
Ein untergeordneter Begriff des Anrainerstaats ist der des Nachbarstaats, ein Staat, der mit einem anderen eine Staatsgrenze, d. h. eine politische Grenze teilt.